# 丝路春
丝路春是甘肅张掖出产的一系列浓香型白酒，为新兴品牌和中华老字号，乃是1980年成立的丝路春酒厂产品。1990年代末之前为甘肃白酒四大春之一。